# Sant Romà d'Anàs
 Sant Romà d'Anàs és l'església parroquial romànica del poble d'Estaon, en el terme municipal de Vall de Cardós, a la comarca del Pallars Sobirà, dins de l'antic terme d'Estaon. És una petita església d'una sola nau, capçada a llevant per un absis semicircular sense decoració. Té un senzill campanar d'espadanya.

## Descripció
Petita església d'una sola nau, actualment amb coberta de fusta que imita una antiga volta de canó d'obra, que segons Sarraté Forga fou la primera que es construí a la vall de Cardós. A l'est remata la nau un absis semicircular totalment llis en el qual s'obre una petita finestra. A banda i banda de la nau hi ha una petita capella. Sobre el pinyó de la façana de ponent, s'aixeca una espadanya amb dos arcs de mig punt sota la qual es troben un òcul i la porta.
L'edifici és construït en un tosc aparell de pedra pissarrosa i granítica sense desbastar i coberta per un llosat a dues vessants de llicorella.